# Omma mastersii
Omma mastersii är en skalbaggsart som beskrevs av Macleay 1871. Omma mastersii ingår i släktet Omma och familjen Ommatidae. Inga underarter finns listade i Catalogue of Life.